# (7623) Stamitz
(7623) Stamitz (9508 P-L) – planetoida z pasa głównego asteroid okrążająca Słońce w ciągu 5,67 lat w średniej odległości 3,18 j.a. Odkryta 17 października 1960 roku.